# Lítla Dímun
Lítla Dímun è una piccola isola delle Fær Øer situata a nord-est di Suðuroy e a sud di Stóra Dímun. È la più piccola isola dell'arcipelago - meno di 1 km² di superficie - ed è l'unica disabitata (è abitata solamente da pecore ed uccelli marini). È visibile dai villaggi di Hvalba e di Sandvík.
Il suo nome significa Piccolo Dímun, in contrapposizione a Stóra Dímun (Grande Dimun). Il linguista faroese Jakob Jakobsen (1864-1918), formulò l'ipotesi che «Dimun» fosse un toponimo pre-norvegese, di origine celtica, con il prefisso «di-» che significa «due».

## Morfologia
Un terzo dell'isola, la parte meridionale, è costituito unicamente da scogliera; la parte restante risale di quota fino alla vetta del monte Slættirnir (414 m).
Lo sbarco è reso difficile dalla morfologia costiera, e può essere effettuato solo in condizioni meteorologiche e di mare perfette. Le falesie possono essere scalate con l'aiuto delle corde disposte dai proprietari delle pecore.

## Storia
L'isola non è mai stata abitata dagli esseri umani, ma il bestiame ovino è stato lasciato a pascolare sulle ripide pendici sin dai tempi più antichi, come già testimoniato dalla Færeyinga saga (Saga dei Faroesi) del XIII secolo. Secondo la Saga l'isola sarebbe stata inoltre il sito della battaglia tra Brestur, padre di Sigmundur, e Gøtuskeggjar.  La battaglia decretò la morte del padre di Sigmund e dei suoi uomini, oltre che la deportazione di Sigmund in Norvegia dove divenne amico di Olaf Trygvasson.
Per anni l'isola è stata proprietà della Corona Danese, che decise in seguito di venderla per la sua difficoltosa abitabilità a causa delle pendici ripide sia per l'approdo che per le costruzioni. La proprietà è passata in mano prevalentemente negli anni ad uomini di Hvalba, che l'hanno utilizzata o affittata sin da allora. L'asta fu tenuta a Hvalba il 24 luglio 1852, ed il prezzo finale fu di 4.820 Rigsdaler, equivalenti a 9.640 Dkk, un'ingente somma per i tempi. Uomini di Hvalba e Sandvík fecero un'offerta congiunta che superò quella del Commissario dell'agenzia reale di vendite di Tvøroyri che era intenzionato ad alzare il prezzo. Gli acquirenti comprarono l'isola a titolo di fæstet, una sorta di vassallaggio con un dazio fisso, fissato in 40 Dkk per ogni affitto che veniva stipulato e 10 Dkk ogni volta che veniva registrato un nuovo proprietario. Nel 1911 fu fissato un riscatto finale di 1.000 Dkk e da allora Lítla Dímun è divenuta l'unica isola privata delle Fær Øer.

## Galleria d'immagini

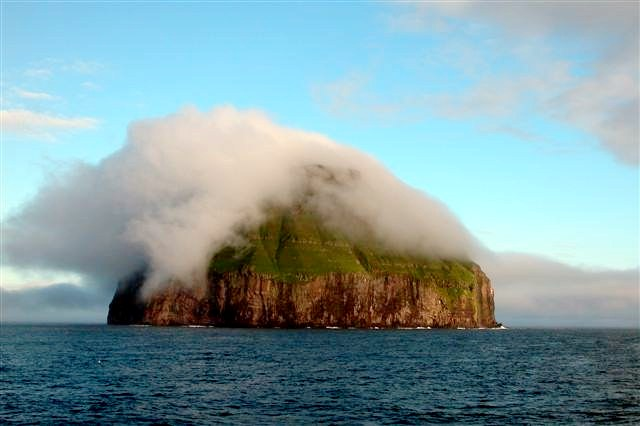
Le nuvole ricoprono spesso quest'isola.
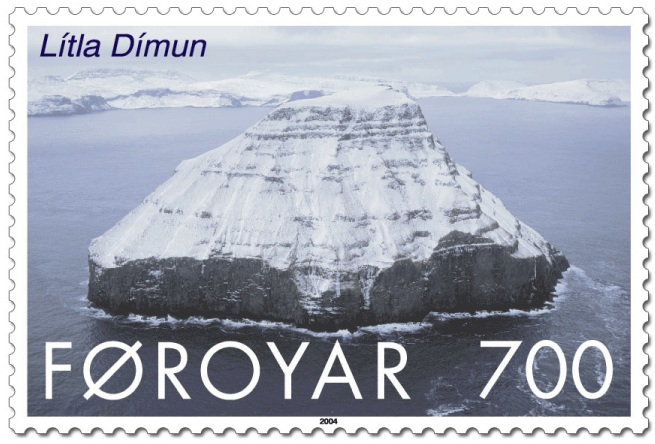
Lítla Dímun innevata in un francobollo faroese del 2004.
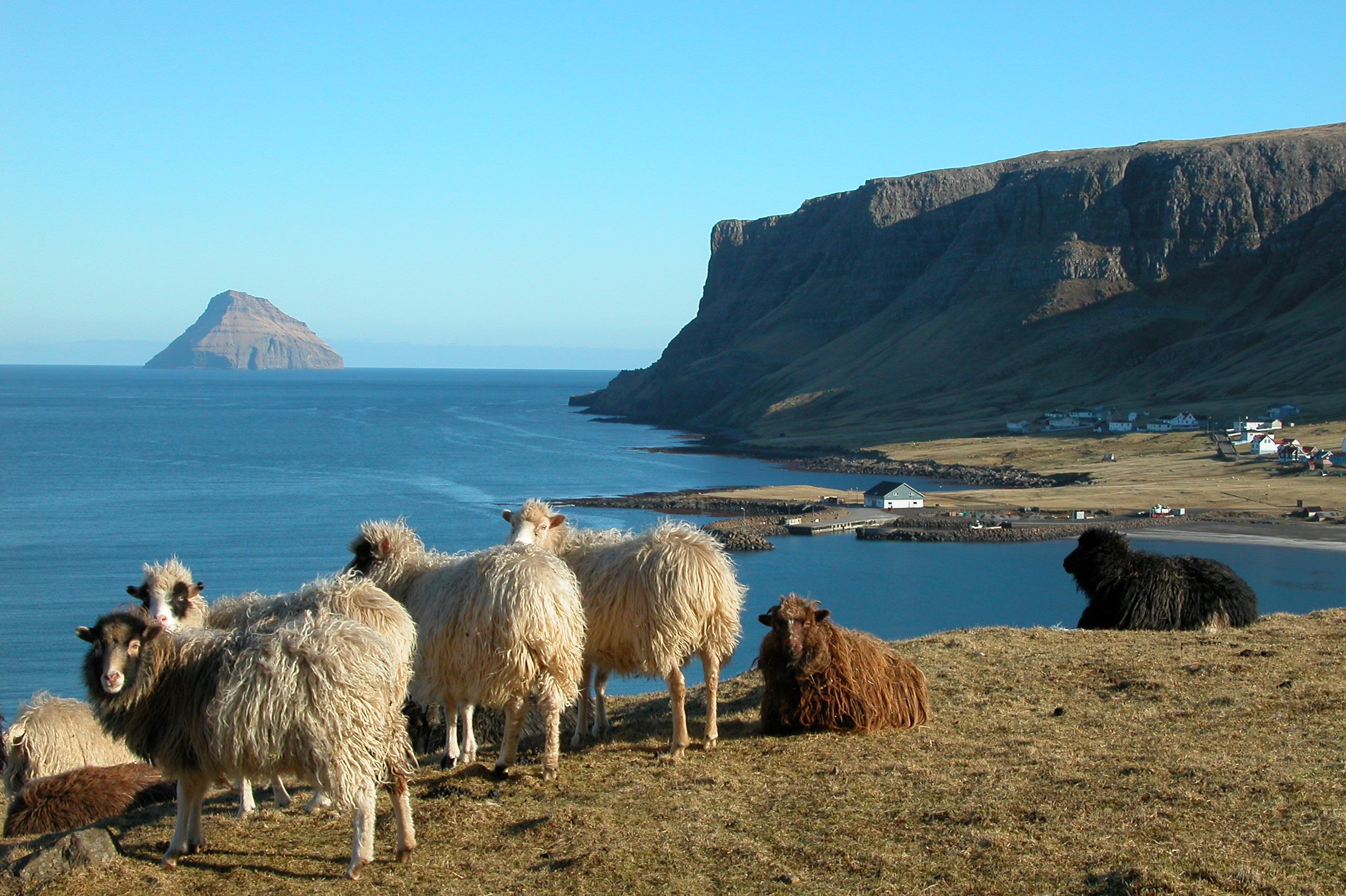
Lítla Dímun visibile sullo sfondo del panorama del villaggio di Hvalba (costa nord-orientale dell'isola di Suðuroy).